# Disembolus bairdi
Espèce
Disembolus bairdi est une espèce d'araignées aranéomorphes de la famille des Linyphiidae.

## Distribution
Cette espèce est endémique des États-Unis. Elle se rencontre à proximité des plages à Cap Cod au Massachusetts et à Long Island dans l'État de New York.

## Description
Les mâles mesurent en moyenne 1,17 mm et les femelles 1,20 mm.

## Étymologie
Cette espèce est nommée en l'honneur de Spencer Fullerton Baird.

## Publication originale
- Edwards, 1999 : A new Disembolus (Araneae, Linyphiidae) from Cape Cod, Massachusetts and Long Island, New York. The Journal of Arachnology, vol. vol. 27, no 1, p. 16-18 (texte intégral).